# Black Reign
Black Reign è il terzo album della cantante hip hop statunitense Queen Latifah, pubblicato 16 novembre del 1993 e distribuito dalla Motown in tutto il mondo.
L'album segna il passaggio dell'artista alla Motown, e secondo Ron Wynn di Allmusic, «il suo ritorno al materiale controverso che l'ha resa la miglior rapper femminile.» È il primo album di Queen Latifah certificato dalla RIAA come disco d'oro.
| Recensione       | Giudizio |
| ---------------- | -------- |
| AllMusic         | [ 1 ]    |
| Robert Christgau | ***      |

## Tracce
Testi di Dana Owens.
1. Black Hand Side – 3:22 (S.I.D.)
2. Listen 2 Me – 4:42 (Tony Dofat)
3. I Can't Understand – 3:50 (testo: Johnny Burke, Osvaldo Farrés – musica: Tony Dofat)
4. Rough... (featuring Heavy D, KRS-One & Treach) – 5:04 (testo: Anthony Criss, Dwight Meyers, Lawrence Parker)
5. 4 The D.J.'s (Interlude) – 1:38 (musica: S.I.D.)
6. Bring Tha Flava – 3:25 (musica: Tony Dofat)
7. Coochie Bang... – 3:46 (testo: Criss – musica: S.I.D.)
8. Superstar – 3:56 (testo: Kyle Hudnall – musica: S.I.D.)
9. No Work – 2:51 (musica: Kay Gee)
10. Just a Flow (Interlude) – 1:30 (musica: S.I.D.)
11. Just Another Day... – 4:29 (testo: Apache – musica: S.I.D.)
12. U.N.I.T.Y. – 4:11 (testo: Joe Sample – musica: Kay Gee, Mufi)
13. Weekend Love (featuring Tony Dofat) (testo: Tony Dofat – musica: Kay Gee)
14. Mood Is Right – 3:27 (musica: S.I.D.)
15. Winki's Theme – 5:29 (musica: Queen Latifah)

Durata totale: 51:40

## Classifiche
| Classifica (1993)         | Posizione massima |
| ------------------------- | ----------------- |
| Stati Uniti               | 60                |
| US Top R&B/Hip-Hop Albums | 15                |